# Francisco Valdés
Francisco Segundo Valdés Muñoz (19. března 1943, Santiago de Chile – 10. srpna 2009, Santiago de Chile) byl chilský fotbalista, záložník. Je považován ze jednoho z nejlepších fotbalistů chilské historie. Po skončení aktivní kariéry působil jako trenér. Zemřel 10. srpna 2009 ve věku 66 let na srdeční selhání.

## Klubová kariéra
Profesionálně hrál v chilských klubech Colo-Colo, Unión Española, CD Antofagasta, Santiago Wanderers, Deportes Cobreola a San Marcos de Arica. Je historicky nejlepším střelcem chilské ligy. V roce 1973 s týmem Colo-Colo postoupil do finále jihoamerického Poháru osvoboditelů

## Reprezentační kariéra
Za reprezentaci Chile nastoupil v letech 1962–1975 v 52 reprezentačních utkáních, ve kterých dal 9 gólů. Reprezentoval Chile na Mistrovství světa ve fotbale 1966 v Anglii a byl kapitánem chilské reprezentace Mistrovství světa ve fotbale 1974 v Německu.

## Trenérská kariéra
Jako trenér vedl týmy San Luis de Quillota, Coquimbo Unido, Lota Schwager, Deportes Puerto Montt, Rangers de Talca a CD Magallanes.